# لورا كين
لورا كين (بالإنجليزية: Laura Keene)‏ ـ (20 يوليو 1826 ـ 4 نوفمبر 1873) هي ممثلة ومديرة مسرحية بريطانية عملت في الولايات المتحدة، وعُرفت كأول مديرة مسرح ذات شأن في نيويورك.
اشتهرت كين بكونها بطلة مسرحية «ابن عمنا الأمريكي» (بالإنجليزية: Our American Cousin)‏، التي حضرها الرئيس أبراهام لينكولن في مسرح فورد بواشنطن في 14 أبريل 1865 واغتيل أثناء حضورها. وقد تمكنت كين من الصعود إلى المقصورة الرئاسية وسط الفوضى التي أعقبت الواقعة، وتركها الجراح تشارلز ليل تضع رأس الرئيس المصاب على صدرها أثناء محاولاته لإنقاذ حياته، فتلطخ ثوبها بدماء الرئيس. وقد أُهدي كم ذلك الثوب فيما بعد للمتحف القومي للتاريخ الأمريكي.

## روابط خارجية
- لورا كين على موقع الموسوعة البريطانية (الإنجليزية)
- لورا كين على موقع قاعدة بيانات برودواي على الإنترنت (الإنجليزية)